# Werner Völger
Werner Völger, geboren als Werner Vögler (* 26. April 1908 in Crottendorf; † 1. Januar 1987), war ein deutscher Regisseur, Drehbuchautor, Produzent und Schauspieler. Er ist der Vater von Bernhard Völger und Till Völger ist sein Enkel.

## Leben
Völger absolvierte nach der Volksschule im Erzgebirge eine Lehre als Bäcker. Als junger Mann nahm er Schauspielunterricht und wurde bald an verschiedenen Theatern engagiert, so in Chemnitz, Leipzig oder auch München (bei Otto Falckenberg). Nach dem Zweiten Weltkrieg arbeitete er zunächst am Schauspielhaus Düsseldorf, ehe er in der Saison 1947/48 zum Deutschen Theater Berlin wechselte. Danach arbeitete Völger als Synchronregisseur, ehe er 1952 zum Rundfunk wechselte. Zunächst arbeitete er für den Sender Freies Berlin, dann für den NDR, der damals noch Nordwestdeutscher Rundfunk Hamburg hieß. Völger arbeitete weiterhin als Regisseur am Theater und inszenierte insbesondere gerne Stücke von Gerhart Hauptmann. 1958 inszenierte er den Fernsehkrimi Der Mann, der seinen Namen änderte nach Edgar Wallace und 1957 den Fernsehkrimi Nebel nach Hans Schweikart.

## Fernsehregisseur
- 1953 Abteilung für Notwohnungen
- 1953 Dame Kobold
- 1953 ... und segelt vor jetzt vorm Wind
- 1953 Das Abschiedsgeschenk (auch Drehbuch)
- 1954 Ingeborg (auch Drehbuch)
- 1954 Armer Vater Philipp
- 1954 Der Biberpelz nach Gerhart Hauptmann
- 1955 Die Nacht im Jägerhaus (auch Drehbuch)
- 1956 Das Konzert
- 1956 Möwen über Sorrent (auch Drehbuch)
- 1956 Philemon und Baucis
- 1956 Das Friedensfest (auch Drehbuch)
- 1956 Gericht bei Nacht (auch Drehbuch)
- 1957 Nebel, Krimi von Hans Schweikart
- 1957 Ein Spiel von Tod und Liebe (auch Drehbuch)
- 1957 Jeder lebt allein
- 1957 Das Geheimnis (auch Drehbuch)
- 1957 Der Mann, den ich suche
- 1957 Die Ausgestoßene
- 1958 Ein weißer Elefant (auch Drehbuch)
- 1958 Edgar Wallace: Der Mann, der seinen Namen änderte (auch Drehbuch)
- 1959 Leihhauslegende (auch Drehbuch)
- 1959 Clavigo (auch Drehbuch)
- 1959 Der Nobelpreis
- 1959 Der Flüchtling
- 1961 Das Fäßchen (auch Drehbuch)
- 1963 Der Dummkopf
- 1964 Zwei oder drei Ehen (auch Drehbuch)
- 1964 Die letzte Vorstellung
- 1965 Die schönste Reise der Welt
- 1965 Tran (auch Drehbuch)
- 1965 Gefährlicher Kurs (auch Drehbuch nach Eugene O’Neill)
- 1965 Der Strick (auch Drehbuch und Produktion)
- 1966 Bahnwärter Thiel
- 1968 Langeweile (auch Produktion)
- 1969 Abdankung

## Drehbuchautor
- 1953 Der Himmel is e' Lichterburgn (Dokumentation, auch Erzähler)

## Theaterregisseur
- 1955 Der Biberpelz
- 1956 Das Friedensfest
- 1968 Bahnwärter Thiel

## Schauspieler
- 1940 Feinde
- 1942 Anschlag auf Baku als Attentäter
- 1942 Der 5. Juni als Retzlaff
- 1948 Die Fünf von Titan als Hinnerk
- 1948 Berliner Ballade
- 1953 Das große ABC als Martin Sack
- 1954 Der Briefträger ging vorbei als Bardou
- 1958 Unruhige Nacht
- 1958 Der Schinderhannes als Dompropst von Mainz
- 1959 Minna Magdalena als Martin Sack
- 1960 Zur letzten Instanz als Louis Turpin
- 1960 Die Dame ist nicht fürs Feuer als Hebble Tyson
- 1966 Münchhausen als Verleger Göschen